# The Other One (Babymetal-Album)
The Other One ist das vierte Studioalbum der japanischen Metalband Babymetal. Es wurde international am 24. März 2023 durch das Label Cooking Vinyl veröffentlicht und wird von der Band als Konzeptalbum bezeichnet.

## Veröffentlichungen
Die erste Single aus dem Album, Divine Attack (Shingeki), wurde am 20. Oktober 2022 veröffentlicht. Dabei handelt es sich um den ersten Babymetal-Song, bei dem Sängerin Su-Metal den gesamten Text selbst geschrieben hat. Die zweite Single namens Monochrome folgte am 17. November, zusammen mit einem Lyric-Video – eine Premiere für die Band. Am 19. Januar 2023 veröffentlichte die Gruppe die Single Metal Kingdom, zusammen mit der Enthüllung der Trackliste für das Album und einem Musikvideo von einer ihrer Live-Shows. Die vierte Single Light and Darkness, veröffentlicht am 23. Februar 2023, umfasste ebenfalls ein Live-Video. Schließlich kam am 23. März, am Tag vor der Albumveröffentlichung, die fünfte Single Mirror Mirror mit einem weiteren Lyric-Video heraus.

## Hintergrund
The Other One wird in einer Pressemitteilung als Konzeptalbum bezeichnet, das auf einer einjährigen Auszeit der Babymetal-Mitglieder von der Musik und dem zehnjährigen Bestehen der Gruppe basiert:
„Letztes Jahr wurden Babymetal nach einer erfolgreichen zehnjährigen Reise von der Welt „versiegelt“. Im April 2022 begann das Wiederherstellungsprojekt The Other One, um Babymetal, von denen wir nie wussten, dass es sie gibt, in einer virtuellen Welt namens Metalverse wiederzufinden. Im Rahmen des Wiederherstellungsprojekts The Other One wurden insgesamt zehn Songs entdeckt. Dabei repräsentiert jeder Song ein einzigartiges Thema, das auf zehn verschiedenen Parallelwelten basiert, die sie entdeckt haben. Das kommende Konzeptalbum enthält diese brandneuen Tracks, damit wir die andere Babymetal-Geschichte erleben können, von der niemand je wusste.“

## Rezensionen
Bei seiner Veröffentlichung erhielt das Album allgemein positive Bewertungen von den Kritikern. Kerrang stellte fest, dass „es auf ihrem vierten Album nicht so viel gibt, was die Augenbrauen hochzieht oder zum Lachen anregt, aber Babymetal konnten ihre Exzentrik nie ganz ausbügeln“. Das Magazin kam zum Schluss, dass „es schwer ist, keinen Spaß zu haben, wenn sich jeder Track hier wie ein eigenes Abenteuer anfühlt, und beeindruckenderweise klingen Babymetal so, als würden sie das Schiff nicht zum ersten Mal, sondern schon seit Jahren durch diese Paralleluniversen steuern“. Das Magazin DIY kritisierte einige der Hochglanz-Produktionsmethoden des Albums, kam aber zum Schluss, dass es „hauptsächlich eine spaßige, laute Sammlung [ist], die auch einen unendlichen Kaninchenbau (rabbit hole) zum Abtauchen bietet“.
Distorted Sound merkte an, dass das Album „vielleicht Babymetals bisher bestes Werk ist“ und als Schaufenster dafür diene, „was Moametal und Su-metal als Duo tun können“. Metal Hammer beschrieb The Other One als Fortsetzung von Babymetals fortlaufenden Experimenten, es sei „zweifellos ihr bisher stärkstes Kompendium des Deliriums“. Laut Punktastic schaffe es das Album, „eine Form von Fokus aus dem experimentellen Chaos der Gruppe mit umfassenderem Songwriting und Produktion zu ringen“. laut.de kam zu folgendem Schluss: „Zum Gesamtbild passt, dass die Band im Gegensatz zum Vorgängerwerk auf prominente Gastfeatures verzichtet. Dem Abwechslungsreichem tut das keinen Abbruch. The Other One mag insgesamt etwas weniger abgefahren ausfallen, trotzdem gibt es soundmäßig jede Menge zu entdecken. Fantastisch produziert spielt The Other One mit Klischees und hebelt sie gleichzeitig aus.“

## Trackliste
| Nr.          | Titel                    | Autor(en)                                 | Länge |
| ------------ | ------------------------ | ----------------------------------------- | ----- |
| 1.           | Metal Kingdom            | Kitsune of Metal God, Tatsuometal         | 5:51  |
| 2.           | Divine Attack (Shingeki) | Su-metal, Megmetal, Hayametal             | 3:39  |
| 3.           | Mirror Mirror            | The Other Metal, Ryu-metal, Megmetal      | 3:50  |
| 4.           | Maya                     | Mayametal, Kanametal, Megmetal            | 3:23  |
| 5.           | Time Wave                | Mk-metal, Tmetal, Tatsuometal             | 4:50  |
| 6.           | Believing                | Peri-metal, Yuppemetal                    | 3:47  |
| 7.           | Metalizm                 | Metalian, Ryu-metal, Megmetal             | 3:34  |
| 8.           | Monochrome               | Mk-metal, Yuppemetal                      | 3:57  |
| 9.           | Light and Darkness       | Mk-metal, Takemetal, Tatsuometal          | 4:04  |
| 10.          | The Legend               | Kitsune of Metal God, Ryu-metal, Megmetal | 4:18  |
| Gesamtlänge: | Gesamtlänge:             | Gesamtlänge:                              | 41:13 |

## Mitwirkende
(unvollständig)
- Suzuka Nakamoto (Su-metal): Leadgesang
- Moa Kikuchi (Moametal): Gesang
- Kei Kobayashi (Kobametal): Executive Producer